# Стейси (город, Миннесота)
Стейси (англ. Stacy) — город в округе Шисаго, штат Миннесота, США. На площади 3 км² (2,9 км² — суша, 0,1 км² — вода), согласно переписи 2002 года, проживают 1278 человек. Плотность населения составляет 447,5 чел./км².
- Телефонный код города — 651
- Почтовый индекс — 55079
- FIPS-код города — 27-62320[1]
- GNIS-идентификатор — 0652529[2]